# Franz Paul Schroeder
Franz Paul Schroeder (* 9. April 1890 in Mayen; † 9. Februar 1986 ebenda) war ein deutscher Bankdirektor und Politiker (Zentrum, CDU).
Schroeder besuchte die Volksschule, die städtische höhere Bürgerschule, das Progymnasium und legte 1909 das Abitur am Gymnasium Koblenz ab. Von 1909 bis 1912 studierte er Rechtswissenschaften und Volkswirtschaft in Straßburg, München und Bonn und schloss das Studium mit beiden Staatsexamen ab. 1919 wurde er Gerichtsassessor beim Amtsgericht Mayen, 1920 bei der Landesregierung in Gera. Von 1921 bis 1923 war er Referent für Erwerbslosenfürsorge beim Reichsarbeitsministerium, wo er 1923 Regierungsrat wurde. Von 1923 bis 1960 war er Leiter der Volksbank Mayen.
Schroeder, der katholischer Konfession war, war vor 1933 Mitglied des Zentrums. Von 1930 bis 1934 war er Erster Beigeordneter der Stadt Mayen, 1933 Mitglied des Stadtrats Mayen. In der Zeit des Nationalsozialismus konnte er seine politische Arbeit nicht fortsetzen.
1945 wurde er zunächst Mitglied der Zentrumspartei und 1947 deren Kreisvorsitzender. Dann war er Mitbegründer der CDU Rheinland-Pfalz und Vorsitzender des CDU-Kreisverbands Mayen. Von 1945 bis 1946 war er Mitglied des Stadtausschusses/Stadtbeirats Mayen und 1946–1957 Mitglied des Stadtrats Mayen. Von 1946 bis 1948 gehörte er dem Kreistag und 1947–1948 des Kreisausschusses Mayen an.
1946 war er Mitglied der Beratenden Landesversammlung. Bei den ersten Landtagswahlen 1947 wurde er in den Rheinland-Pfälzischen Landtag gewählt, dem er bis zum Ende der Wahlperiode angehörte. Im Landtag war er Mitglied im Hauptausschuss, Haushalts- und Finanzausschuss, Wiederaufbauausschuss sowie dem Wirtschafts- und Verkehrsausschuss.

## Auszeichnungen
- Bundesverdienstkreuz Erster Klasse